# Marià Vayreda i Vila
Marià Vayreda i Vila (Olot, 14 d'octubre de 1853 - Olot, 6 de febrer de 1903) fou un escriptor i pintor català. Destaca sobretot per les seves novel·les Records de la darrera carlinada (1898) o La punyalada (1904), obres en què plasmà algunes de les tensions pròpies del tombant de segle. Carlí de joventut i emmarcat dins del catalanisme conservador ja en la seva maduresa, mostrà la denúncia de la pèrdua dels valors tradicionals com la família i la religió en gran part de la seva obra.
Quant a la seva obra pictòrica, és un dels màxims exponents de la pintura de l'Escola paisatgística d'Olot, juntament amb el seu germà Joaquim i Josep Berga i Boix. Com en la seva obra literària, hi destaquen les obres de temàtica costumista, religiosa i històrica. Tot i que pinta alguns paisatges, la seva obra mostra més interès per la figura humana.
Signava com Marian Vayreda, és a dir, amb la versió no ortografiada del prenom. Tot i això, actualment la forma més estesa per la historiografia literària és la forma Marià.

## Biografia
Nascut al si d'una família de la noblesa rural catalana, fou el petit d'un total de set germans (quatre nois i tres noies) fills de Francesc Vayreda i Busquets nascut a Ripoll i de Rosa Vila i Galí de Vidrà. El germà gran Joaquim, fou un pintor reconegut de l'Escola d'Olot, l'Estanislau, farmacèutic, esdevingué un botànic de renom europeu. Es va educar en un ambient ideològicament conservador. Des de ben jove es va identificar amb la causa carlina. La Revolució de setembre de 1868 li impedeix entrar a la Universitat i estudia dibuix a l'Escola de Dibuix d'Olot. A disset anys amb els seus germans Estanislau i Lluís s'allista a l'exèrcit i participa en la tercera guerra carlina, com a ajudant del general Rafael Tristany, dins l'estat major del general Savalls. Després de la derrota, ferit i malalt s'exilià al Llenguadoc i el 1875 i s'instal·là a Seta, on el seu germà Joaquim tenia llogat un taller conjuntament amb un altre pintor d'Olot, Josep Berga i Boix.
Els seus interessos artístics l'empenyeren, en principi, envers la pintura. El 1876 viatja a París per estudiar amb Jean-Léon Gérôme i l'any següent, ja retornat a Catalunya, ingressa a l'Escola de Belles Arts de Barcelona. El 1878 torna a Olot, on treballarà amb son germà Joaquim al seu taller d'imatgeria religiosa El Arte Cristiano. Joaquim hi havia fundat també, ja el 1869, el Centre Artístic, que aplegava els olotins amb inquietuds artístiques i intel·lectuals i al voltant del qual sorgiria l'anomenada Escola d'Olot de pintura. L'any 1882 participà en la primera exposició de l'Acadèmia de Belles Arts de Sabadell.
El 1888 a l'edat de trenta-cinc anys es casa amb Pilar Aulet i Soler de disset anys (germana de l'escriptor i naturalista Eugeni Aulet Soler) i fa el viatge de noces a Itàlia. És en aquesta època que, decebut pel seu escàs èxit com a pintor, comença a interessar-se més per la literatura, i a participar activament en la vida cultural d'Olot. Amb alguns amics fundà la revista El Olotense que, a partir de 1890, passarà a dir-se L'Olotí. A partir del seu carlisme inicial, Vayreda evolucionà cap a un catalanisme conservador, en la línia del de Torras i Bages.
Morí el 1903 a l'edat de quaranta-nou anys quan estava acabant de revisar la primera impressió de La punyalada, la seva obra més ben rebuda per la crítica i que mai veié publicada. En morir, fou enterrat al Cementiri d'Olot.

## Obra literària

### Narrativa breu
Marià Vayreda començà la seva carrera literària amb la publicació de diverses obres de narrativa breu (vint-i-set peces en total), en què s'inclouen gèneres diferents com contes, apòlegs o quadres de costums. Els més rellevants literàriament són La fi del Renegat (1891), El roure dels penjats. Conte fantàstic (1899) i L'Afusellat, publicat pòstumament.

### Novel·la

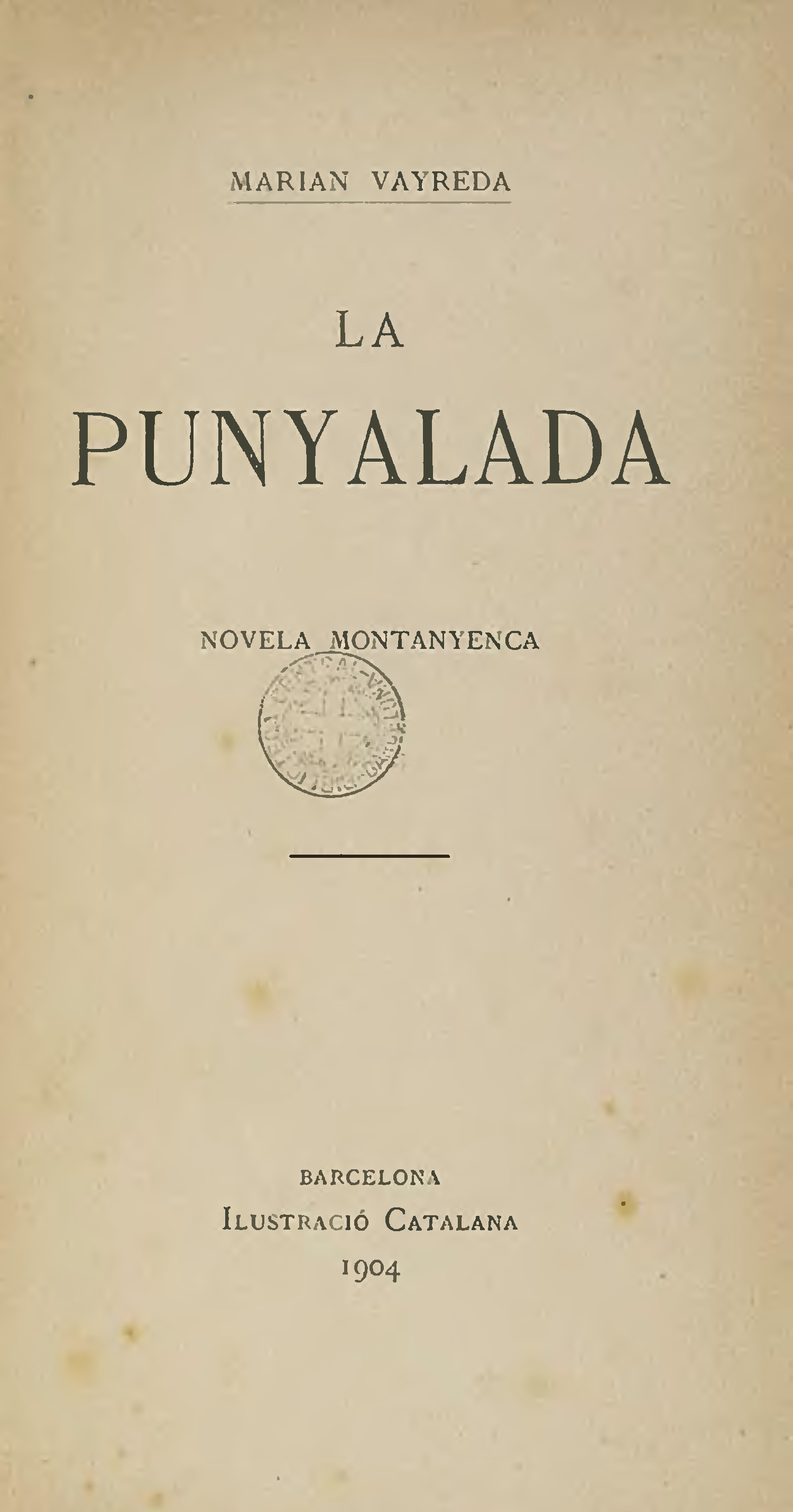
Portada de La punyalada (1904) de Marià Vayreda.

Quant a les novel·les —la part més important de la seva producció— en publicà tres: Records de la darrera carlinada (1898), Sang nova (1900) i La punyalada (1904).

#### Records de la darrera carlinada
Es tracta de la primera novel·la publicada de l'escriptor l'any 1898. És una obra fragmentària que conté catorze narracions breus ambientades durant la Tercera Guerra Carlina, conflicte en què Vayreda prengué part. Els fets es narren vint anys després del conflicte, en un moment que Vayreda veu obsoleta la causa carlina i s'ha convertit al regionalisme. Això fa que la novel·la sigui plena de decepció i nostàlgia. Una desil·lusió i malenconia que contrasta amb la visió èpica de la guerra que tenia abans de participar en el conflicte bèl·lic.

#### Sang nova
Aquesta obra es publicà el 1900 tot i que sembla que fou escrita abans de Records de la darrera carlinada. Es tracta d'una novel·la de tesi que conté una càrrega ideològica més important, un fet que feu que no fos gaire ben acollida per la crítica. La novel·la critica de manera bel·ligerant les conseqüències de la modernitat per a la societat del moment i com això afecta els valors tradicionals.

#### La punyalada
Aquesta obra publicada pòstumament el 1904 és la novel·la més destacada de Vayreda que morí quan estava acabant de corregir-ne les proves d'impremta de la primera edició. L'obra narra els conflictes derivats del triangle amorós entre l'Albert (el narrador de la novel·la), l'Ivo i la Coralí en un context de bandolerisme.
De La Punyalada se'n feu una òpera en dos actes, amb dues versions (una de clàssica el 1993 i una de rock el 2009) amb llibret de Josep Maria Vaqué i música de Jordi Cos, Jeroni Pagan i Josep Maria Vaqué, i una pel·lícula (1990) de Jordi Grau i Solà, produïda per IPC amb el suport de Televisió de Catalunya.

### Poesia
A la Col·lecció Vayreda de la Biblioteca Municipal d'Olot es conserven un parell de manuscrits autògrafs de dos poemes seus: «Cançó dels tres contrabanders» (1900–1901 o 1902) i «Cançó del Vell» (gener de 1903, any de la seva mort). Per David Prats, són dos poemes sense gaire qualitat literària, però que serveixen per mostrar un altre vessant artístic d'aquest autor.

#### «Cançó dels tres contrabanders»
Aquest poema està format per vuit estrofes de quatre versos hexasíl·labs i una tornada de dos versos de cinc i set síl·labes amb la mateixa rima assonant a tots els versos parells. Té una estètica lligada als cançoners populars i amb certs trets romàntics. Al poema hi apareix la figura d'un contrabandista que mor pensant en la seva estimada.

#### «Cançó del Vell»
Novament, Vayreda recorre a la cançó de tipus populars per aquest poema que està format per sis estrofes de quatre versos heptasíl·labs i dos versos per la tornada. La rima és assonant a tots els versos parells. Es tracta d'un poema publicat el mateix any de la seva mort i que està fortament marcat per la malaltia que l'afectava. Vayreda es lamenta de trobar-se en aquest estat de salut amb només cinquanta anys que li impedeixen continuar amb la seva obra, en un dels millors moments de la seva carrera.

## Obra pictòrica

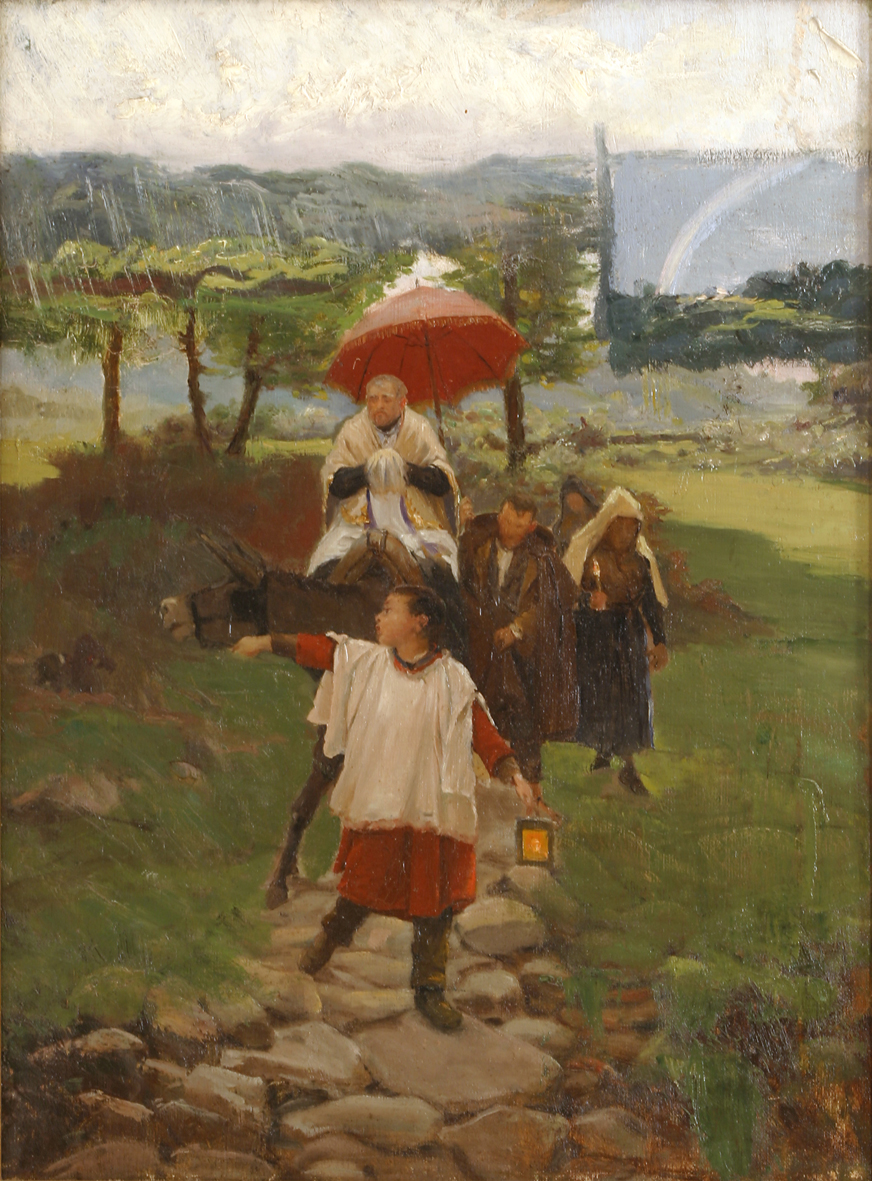
Esbós de El combregar a muntanya (1887) de Marià Vayreda. Exposat al Museu d'Art de Girona.

Marià Vayerda fou un dels màxims exponents de la pintura de l'Escola paisatgística d'Olot, juntament amb el seu germà Joaquim i Josep Berga i Boix, i destaca per obres com Un combregar a muntanya o Un capvespre.
Com en la seva obra literària, hi destaquen les obres de temàtica costumista, religiosa i històrica. Tot i que pinta alguns paisatges, la seva obra mostra més interès per la figura humana. Així doncs, tal com planteja Francesc Fontbona, «més que el paisatge que pintava el seu germà, l'interessa el contingut del paisatge. Per això als seus quadres i escrits, es narra la vida de la Garrotxa i es narra amb un realisme evident».
L'any 2003, centenari de la seva mort, la Fundació de la Caixa Girona va organitzar l'Exposició Antològica de Marian Vayreda i Vila (1853–1903) al Museu Comarcal de la Garrotxa (setembre–octubre), a la Fontana d'Or (novembre–desembre), posteriorment, a la Casa Aymat Museu de Sant Cugat del Vallès (desembre, 2003–febrer, 2004).
Com a curiositat, a la Biblioteca de la Frick Collection de Nova York, hi ha dues publicacions referents a Marià Vayreda, una d'elles recull l'obra com a pintor.